# 김양호
김양호(金良灝, 1943년 4월 9일 ~ )은 대한민국의 교육자, 저술가, 기업가이자 사회기관단체인, 강연가이다.

## 생애

### 초기 활동
서울 종로구 청운동에서 출생하였으며, 경기공업고등학교를 거쳐 동국대학교 법학과를 졸업, 그리고 동국대학교 경영대학원에서 경영학 석사, 컴벌랜드 대학원에서 교육학박사, 랴오닝대학에서 명예철학박사를 취득하였다.

### 경력
1971년 한국언어문화원을 창립하여 원장이 되었고, 1973년 전국웅변협회 이사, 1974년 한국국어교육학회 이사, 1975년 월간 ‘언어문화’ 발행인, 1976년 내무부지방행정연수원 초빙교수, 1981년 ‘언어생활’ 발행인, 1983년 한양대학교 화술론 강사, 1984년 중앙공무원교육원 초빙교수, 1985년 세무공무원교육원 초빙교수, 1986년 법무부연수원 초빙교수, 1987년 서울특별시공무원교육원 초빙교수, 1990년 한국산업교육총협회 부회장, 토스트마스터스인터내셔널 코리아스피치클럽 회장, 1992년 밝은가정협의회 이사, 1995년 중국 랴오닝대학 명예교수, 발해대학 명예교수, 1996년 한국산업교육총협회 회장, 계간 ‘산업교육2000’ 발행인, 1997년 한국산업교육연합회 회장, 1998년 동북아경제문화촉진회 상무이사, 국방대학원 초빙교수, 1999년 중앙대학교 산업경영대학원 객원교수, 민주평화통일자문회의 자문위원, 이화여대 평생교육원 교수, 2001년 전국웅변협회 수석부총재, 미국 마르퀴스 ‘Who's Who in the World’ 등재, 영국 국제인명센터(IBC) 선정 '21세기 탁월한 지성인' 등재, 2002년 통일교육전문위원, 2003년 고려대학교 경영대학원 초빙교수, 영국 국제인명센터 선정 '신화적인 현존인물' 등재, 2007년 전국웅변대회 심사위원장, 2009년 영국 국제인명센터 선정 ‘세계 100대 교육자’ 등재, 2012년 마르퀴스 ‘Who's Who in the World’ 12년간 연속등재, 현재 한국언어문화원 원장과 언어문화국제학교 이사장으로 재직하고 있다.

### 학력
- 동국대학교 법학과 학사
- 동국대학교 경영대학원 경영학 석사
- 컴벌랜드 대학교 대학원 교육학 박사

#### 명예 박사 학위
- 랴오닝 대학교 명예 철학박사

### 사회교육가 겸 기업가 활동
1971년 사회교육기관 한국언어문화원을 창립하여 사회교육가로 활동해오고 있다. 2012년에는 평생교육기관 언어문화국제학교를 설립, 이사장으로 재직중이다.

## 주요 작품

### 저서
<스피치대백과사전>, <화술과 인간관계>, <대화의 심리작전> 등 40여권의 저서가 있다.
- 《스피치대강좌》
- 《대화의 심리작전》
- 《자기의 계발작전》
- 《강사의 화법》
- 《스피치대백과사전》
- 《산업훈련교육총론》
- 《설득의 심리작전》
- 《화술과 인간관계》
- 《성공하는 사람은 생각이 다르다》
- 《성공하는 사람은 화술이 다르다》
- 《킹스 스피치》
- 《그 말이 정답 - 감동적인 예화스피치365》
- 《대중화술의 비결》

### 해외 출판
《화술과 인간관계》《성공하는 사람은 생각이 다르다》《성공하는 사람은 화술이 다르다》3권이 2003년에 중국 연변대학출판사에서 번역 출판하여 화제에 올랐고, 2006년, 2011년에 《대화의 심리작전》《자기계발의 135작전》등을 비롯하여 8권이 연변대학출판사와 흑룡강조선민족출판사에서 출판되어 판매되고 있다.

## 상훈 경력
- 서울특별시장상 (1962년)
- 국방부장관상 (1969년)
- 국민포장 (2003년)
- 국제평화상 (2003년)